# Lister LFT-666
De Lister LFT-666 is een supercar van het Britse Lister Cars, die vanaf 2018 op de markt is gebracht. Het is de opvolger van de Lister Storm, die in de jaren 90 bekend was in de autosport. De LFT-666 is grotendeels gebaseerd op de Jaguar F-Type, maar is wat meer prestatiegericht. Aanvankelijk droeg de auto de naam Lister Thunder.
De vijfliter supercharged V8 levert 666 pk, waardoor de wagen de 0 tot 100 km/u-sprint aflegt in slechts 3,2 seconden en een top van 335 km/u bereikt.
In 2019 verscheen een cabrioversie.